# 6. ceremonia wręczenia nagród British Academy Games Awards

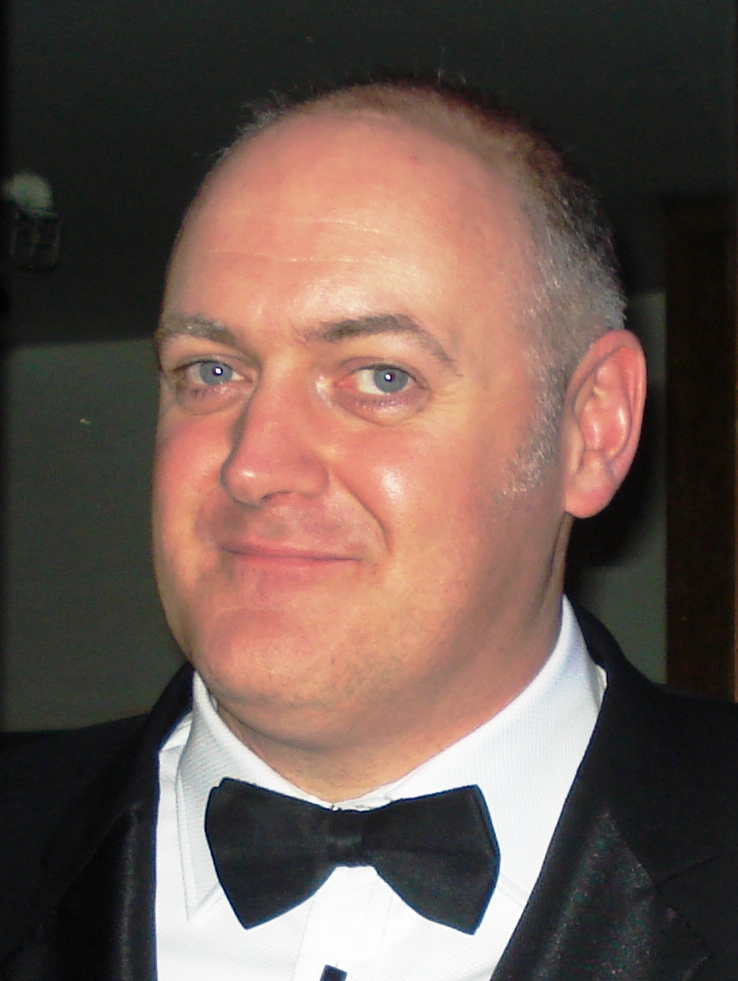
Dara Ó Briain był gospodarzem 6. ceremonii rozdania BAFTA Games Awards.

6. ceremonia wręczenia nagród British Academy Games Awards za roku 2009, zwana ze względu na sponsoring GAME British Academy Video Games Awards, odbyła się 19 marca 2010 roku w London Hilton w Londynie. Galę po raz drugi poprowadził brytyjski komik i prezenter telewizyjny Dara Ó Briain. Najwięcej nagród i nominacji otrzymała gra Uncharted 2: Among Thieves, ale to Batman: Arkham Asylum zdobył nagrodę na najlepszą grę.

## Zwycięzcy i nominowani

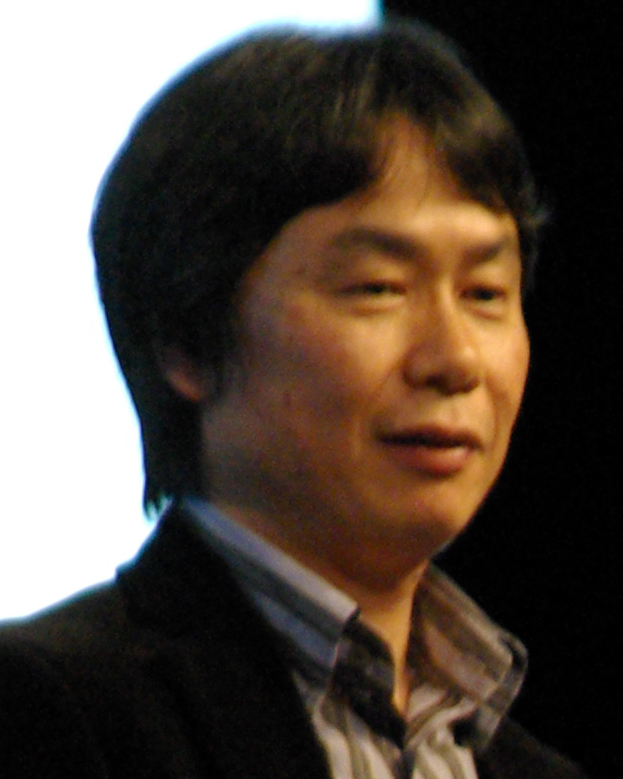
Shigeru Miyamoto – projektant gier, twórca wielu bestsellerów (w tym Super Mario Bros, Donkey Kong i Star Fox). Został uhonorowany nagrodą BAFTA Fellowship.

Zwycięskie gry zostały wyróżnione pogrubioną czcionką

### Nagrody BAFTA – Kategorie konkurencje
| Akcja (Action) - Uncharted 2: Among Thieves – zespół produkcyjny - Assassin's Creed II – Sebastien Puel, Patrice Desilets - Batman: Arkham Asylum – zespół produkcyjny - Call of Duty: Modern Warfare 2 – zespół produkcyjny - Infamous – Brian Fleming, Bruce Oberg, Chris Zimmerman - Left 4 Dead 2 – Gabe Newell, Chet Faliszek, Tom Leonard | Familijne i socjalne (Family & Social) - Wii Sports Resort – Katsuya Eguchi, Takayuki Shimamura, Yoshikazu Yamashita - The Beatles: Rock Band – Alex Rigopulos, Paul DeGooyer, Josh Randall - Buzz! Świat quizów – David Amor, Andrew Eades, Lee Clare - EyePet – zespół produkcyjny - Guitar Hero 5 – Brian Bright, Paul Robinson, Allen Freese - New Super Mario Bros. Wii – Shigeru Miyamoto, Takashi Tezuka, Hiroyuki Kimura |
| Gra na konsolę przenośną (Handheld) - LittleBigPlanet – zespół produkcyjny - Gran Turismo – Kazunori Yamauchi, Yuji Yasuhara, Hiroki Imanishi - LocoRoco Midnight Carnival – Kenji Sakai, Saeka Horikoshi, Hiroya Matsugami - Mario and Luigi: Bowser's Inside Story – Shigeru Miyamoto, Takashi Tezuka, Hiroyuki Kubota - Professor Layton and Pandora's Box – Akira Tago, Akihiro Hino, Tatsuya Shinkai - Scribblenauts – Jeremiah Slaczka, Marius Fahlbusch | Gra sportowa (Sports) - FIFA 10 – Andrew Wilson, David Rutter, Gary Paterson - Colin McRae: DiRT 2 – Matt Horsman, Clive Moody, Guy Pearce - Football Manager 2010 – zespół produkcyjny - Forza Motorsport 3 – zespół produkcyjny - Wii Fit Plus – Shigeru Miyamoto, Tadashi Sugiyama, Hiroshi Matsunaga - Wii Sports Resort – Katsuya Eguchi, Takayuki Shimamura, Yoshikazu Yamashita                                           |
| Multiplayer (Multiplayer) - Left 4 Dead 2 – Gabe Newell, Chet Faliszek, Tom Leonard - Battlefield 1943 – Patrick Liu, Gordon Van Dyke - The Beatles: Rock Band – Alex Rigopulos, Paul DeGooyer, Josh Randall - Call of Duty: Modern Warfare 2 – zespół produkcyjny - Halo 3 ODST – zespół produkcyjny - Uncharted 2: Among Thieves – zespół produkcyjny | Najlepsza gra (Best Game) - Batman: Arkham Asylum – zespół produkcyjny - Assassin's Creed II – Sebastien Puel, Patrice Desilets - Call of Duty: Modern Warfare 2 – zespół produkcyjny - FIFA 10 – Andrew Wilson, David Rutter, Gary Paterson - Left 4 Dead 2 – Gabe Newell, Chet Faliszek, Tom Leonard - Uncharted 2: Among Thieves – zespół produkcyjny                                                                         |
| Oryginalna muzyka (Original Score) - Uncharted 2: Among Thieves – Greg Edmonson, Clint Bajakian, Jonathan Mayer - Assassin's Creed II – Jesper Kyd - Batman: Arkham Asylum – Nick Arundel, Ron Fish - Call of Duty: Modern Warfare 2 – Hans Zimmer, Lorne Balfe - Harry Potter i Książę Półkrwi – James Hannigan - PixelJunk Shooter – Dom Beken, Alex Paterson                                                                                                | Osiągnięcie artystyczne (Artistic Achievement) - Flower – zespół produkcyjny - Assassin's Creed II – Sebastien Puel, Patrice Desilets - Batman: Arkham Asylum – zespół produkcyjny - Call of Duty: Modern Warfare 2 – zespół produkcyjny - Street Fighter IV – Yoshinori Ono - Uncharted 2: Among Thieves – zespół produkcyjny                                                                                                   |
| Rozgrywka (Gameplay) - Batman: Arkham Asylum – zespół produkcyjny - Assassin's Creed II – Sebastien Puel, Patrice Desilets - Call of Duty: Modern Warfare 2 – zespół produkcyjny - New Super Mario Bros. Wii – Shigeru Miyamoto, Takashi Tezuka, Hiroyuki Kimura - PixelJunk Shooter – zespół produkcyjny - Uncharted 2: Among Thieves – zespół produkcyjny | Scenariusz (Story) - Uncharted 2: Among Thieves – zespół produkcyjny - Assassin's Creed II – Corey May, Joshua Rubin, Jeffrey Yohalem - Batman: Arkham Asylum – zespół produkcyjny - Broken Sword: The Shadow of the Templars – The Director’s Cut – Charles Cecil, Neil Richards, Tony Warriner - Brütal Legend – Tim Schafer - Dragon Age: Origins – Ray Muzyka, Greg Zeschuk, Mike Laidlaw                                    |
| Strategia (Strategy) - Empire: Total War – zespół produkcyjny - Command & Conquer: Red Alert 3 – Uprising – zespół produkcyjny - FIFA Manager 10 – Gerald Köhler, Cord Westhoff, Bernhard Maiberg - Football Manager 2010 – zespół produkcyjny - Halo Wars – zespół produkcyjny - Plants vs. Zombies – George Fan, Tod Semple, Rich Werner | Wykorzystanie dźwięku (Use Of Audio) - Uncharted 2: Among Thieves – Amy Hennig, Bruce Swanson, Greg Edmonson - Batman: Arkham Asylum – zespół produkcyjny - Call of Duty: Modern Warfare 2 – zespół produkcyjny - DJ Hero – Jamie Jackson, Dan Neil, Tim Riley - Flower – Vincent Diamante, Steve Johnson, Jenova Chen - Left 4 Dead 2 – Gabe Newell, Chet Faliszek, Tom Leonard                                                 |
| Wykorzystanie trybu online (Use of Online) - FIFA 10 – Andrew Wilson, David Rutter, Gary Paterson - Battlefield 1943 – Patrick Liu, Gordon Van Dyke - Call of Duty: Modern Warfare 2 – zespół produkcyjny - LittleBigPlanet – zespół produkcyjny - SingStar Take That – zespół produkcyjny - Uncharted 2: Among Thieves – zespół produkcyjny | |
| Źródło: BAFTA.org i Gry-Online | |

## Nominees

### BAFTA Fellowship
- Shigeru Miyamoto

### BAFTA Ones To Watch Award
Nagroda spoza standardowych kategorii, przyznana we współpracy z Dare to Be Digital.
- Shrunk! – Vykintas Kazdailis, Andrew Macdonald, Michael Cummings, Jacek Wernikowski, Stuart Kemp
  - Colour Coded – Murray Sinclair, Faye Wright, Liam Wong, Sean Donnelly, Nnanna Kama
  - Quick as Thieves – William Wright, Michael Doig, Andrew Knight, Jamie MacKinnon, Lee Cresswell

### GAME Award
Gra roku wybrana w głosowaniu publicznym.
- Call of Duty: Modern Warfare 2
  - Assassin's Creed II
  - Batman: Arkham Asylum
  - The Beatles: Rock Band
  - FIFA 10
  - Grand Theft Auto: Chinatown Wars
  - The Legend of Zelda: Spirit Tracks
  - Street Fighter IV
  - Uncharted 2: Among Thieves
  - Wii Sports Resort

## Gry, które otrzymały wiele nagród lub nominacji
| Nominacje | Gra                            |
| --------- | ------------------------------ |
| 10        | Uncharted 2: Among Thieves     |
| 9         | Call of Duty: Modern Warfare 2 |
| 8         | Batman: Arkham Asylum          |
| 7         | Assassin's Creed II            |
| 4         | FIFA 10                        |
| 4         | Left 4 Dead 2                  |
| 3         | The Beatles: Rock Band         |
| 3         | Wii Sports Resort              |
| 2         | Battlefield 1943               |
| 2         | Flower                         |
| 2         | Football Manager 2010          |
| 2         | LittleBigPlanet                |
| 2         | PixelJunk Shooter              |
| 2         | Street Fighter IV              |

| Nagrody | gra                        |
| ------- | -------------------------- |
| 4       | Uncharted 2: Among Thieves |
| 2       | Batman: Arkham Asylum      |
| 2       | FIFA 10                    |